# Le Chromosome de Calcutta
Le Chromosome de Calcutta (titre original : The Calcutta Chromosome) est un roman en anglais d'Amitav Ghosh paru en 1995. Le roman a reçu le prix Arthur-C.-Clarke en 1997.

## Résumé et thématique
L'ouvrage, qui se déroule pour l'essentiel à Calcutta, dans un futur indéterminé, est un thriller médical mettant en scène des personnages apparemment sans rapport, qu'une succession d'événements mystérieux amène à se rencontrer.

## Autour du roman
Le roman est librement inspiré de la vie du médecin et entomologiste britannique Ronald Ross, Prix Nobel de physiologie ou médecine 1902 pour ses travaux précurseurs sur le paludisme des oiseaux (1895-1898).

## Édition en français
- Le Chromosome de Calcutta, Amitav Ghosh, éd. du Seuil, Paris, 1998, coll. Cadre vert.